# Nyasgem!
A Nyasgem! (eredeti címe: I'm Gonna Git You Sucka) 1988-as amerikai blaxploitation filmparódia Keenen Ivory Wayans rendezésében. Ez Wayans első filmrendezése. A főszerepben Jim Brown, Bernie Casey, Antonio Fargas és Isaac Hayes látható, a mellékszerepeket pedig Kadeem Hardison, Ja'net Dubois, John Witherspoon, Damon Wayans, Clarence Williams III és Chris Rock
alakítják. Ebben a filmben tűnt fel először Robin Harris humorista is.
A film főgonoszát, "Mr. Big"-et John Vernon alakította.

## Rövid történet
Jack Spade (Keenen Ivory Wayans) hazatér a gettóba és látja, hogy a testvére túladagolás következtében elhunyt. Így hőse, John Slade (Bernie Casey) és egy csapat kiöregedett bűnüldöző segítségével Spade bosszút esküszik a drogbáró Mr. Big ellen. Azonban Spade rájön, hogy magának kell kézbe vennie a dolgokat.

## Szereplők
- Keenen Ivory Wayans: Jack Spade
- John Witherspoon: lelkész Junebug temetésén
- Bernie Casey: John Slade
- Ja'net Dubois: Belle Brown-Spade
- Isaac Hayes: "Hammer"
- Jim Brown: "Slammer"
- Antonio Fargas: Flyguy
- Steve James: Joe "Kung Fu Joe"
- John Vernon: "Mr. Big"
- Dawnn Lewis: Cheryl Spade
- Kadeem Hardison: Willie
- Damon Wayans: Leonard
- Kim Wayans: énekes az éjszakai bárban
- Nadia Wayans: személy a bárban
- Chris Rock: vendég a Rib Joint-ban
- Anne-Marie Johnson: "Cherry"
- Eve Plumb: Kalinga felesége
- Tony Cox: Wayne Evans
- Hawthorne James: Sam "One-Eyed Sam"
- Clarence Williams III: Kalinga
- David Alan Grier: tudósító
- Robin Harris: pincér
- Bobby Mardis: "June Bug"
- Michael Conn: rendőr
- Marlon Wayans: járókelő
- Shawn Wayans: járókelő
- Gary Owens: bemondó az "év stricije" versenyen
- Ariana Richards: kislány
- Lawrence Parker: önmaga
- Derrick Jones: önmaga
- Robert Townsend (nem jelenik meg a neve a stáblistán)
- Peggy Lipton (nem jelenik meg a neve a stáblistán)
- Clu Gulager: Baker

## Fogadtatás
A Rotten Tomatoes oldalán 62%-os értékelést ért el 29 kritika alapján.
Az afroamerikaiak körében pozitív kritikákat kapott. A közönség úgy tartja, hogy a film remekül parodizálja a hatvanas-hetvenes évek "blaxploitation" filmjeit.